# 페퇴피교

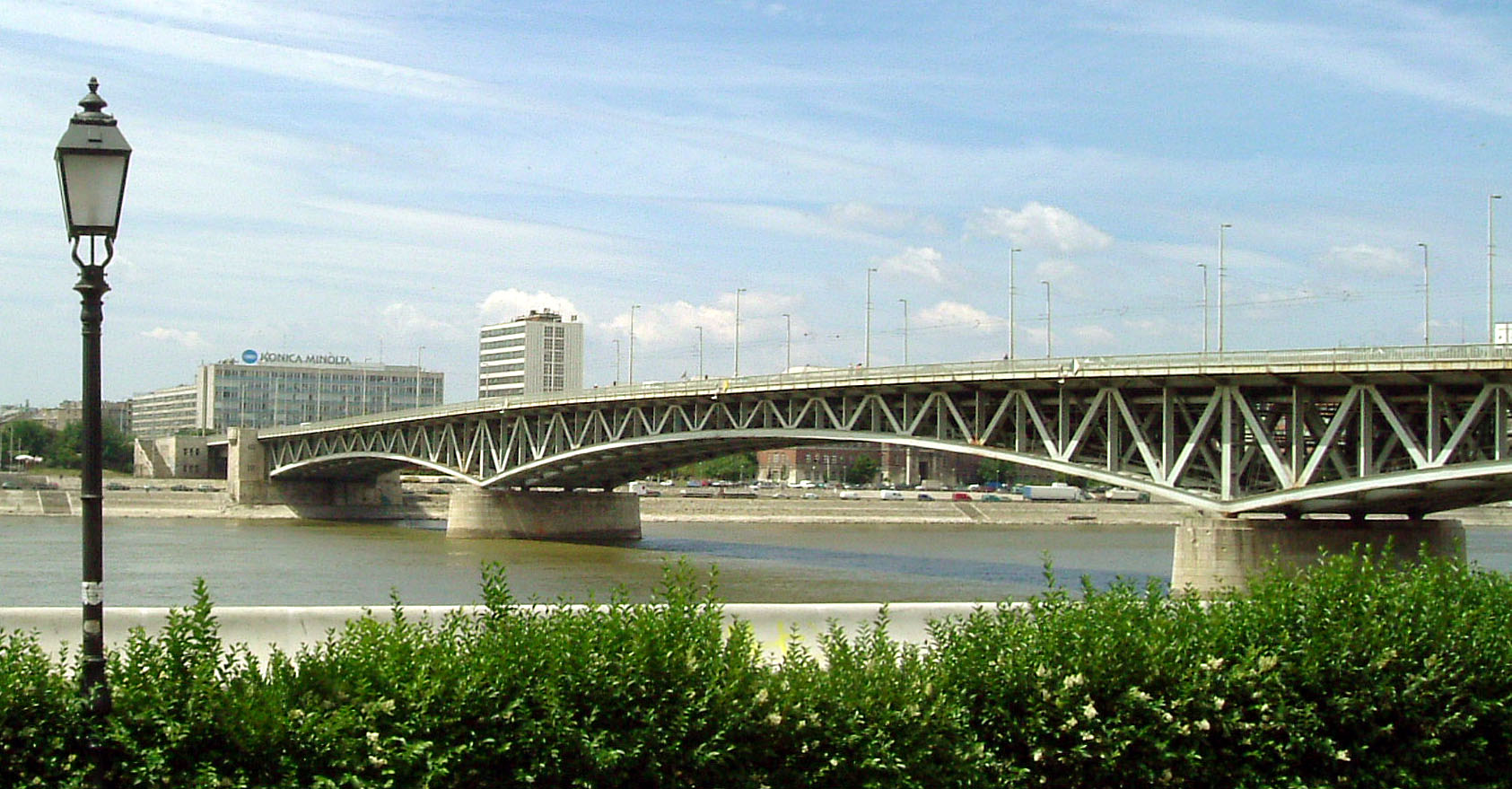
페퇴피 다리

페퇴피 다리(헝가리어: Petőfi híd)는 헝가리 부다페스트에 위치한 부더와 페슈트를 잇는 다뉴브강의 다리이다.